# Retablo Paumgartner
El Retablo Paumgartner (en alemán, Paumgartner-Altar) es un tríptico del pintor alemán Alberto Durero (Albrecht Dürer). Está pintado al temple sobre madera de tilo, y pertenece al periodo 1502-1504. La tabla central mide 155 cm de alto y 126 cm de ancho, mientras que los postigos laterales miden 157 × 61 cm cada uno. Se exhibe actualmente en la Alte Pinakothek de Múnich, Alemania.

## Historia

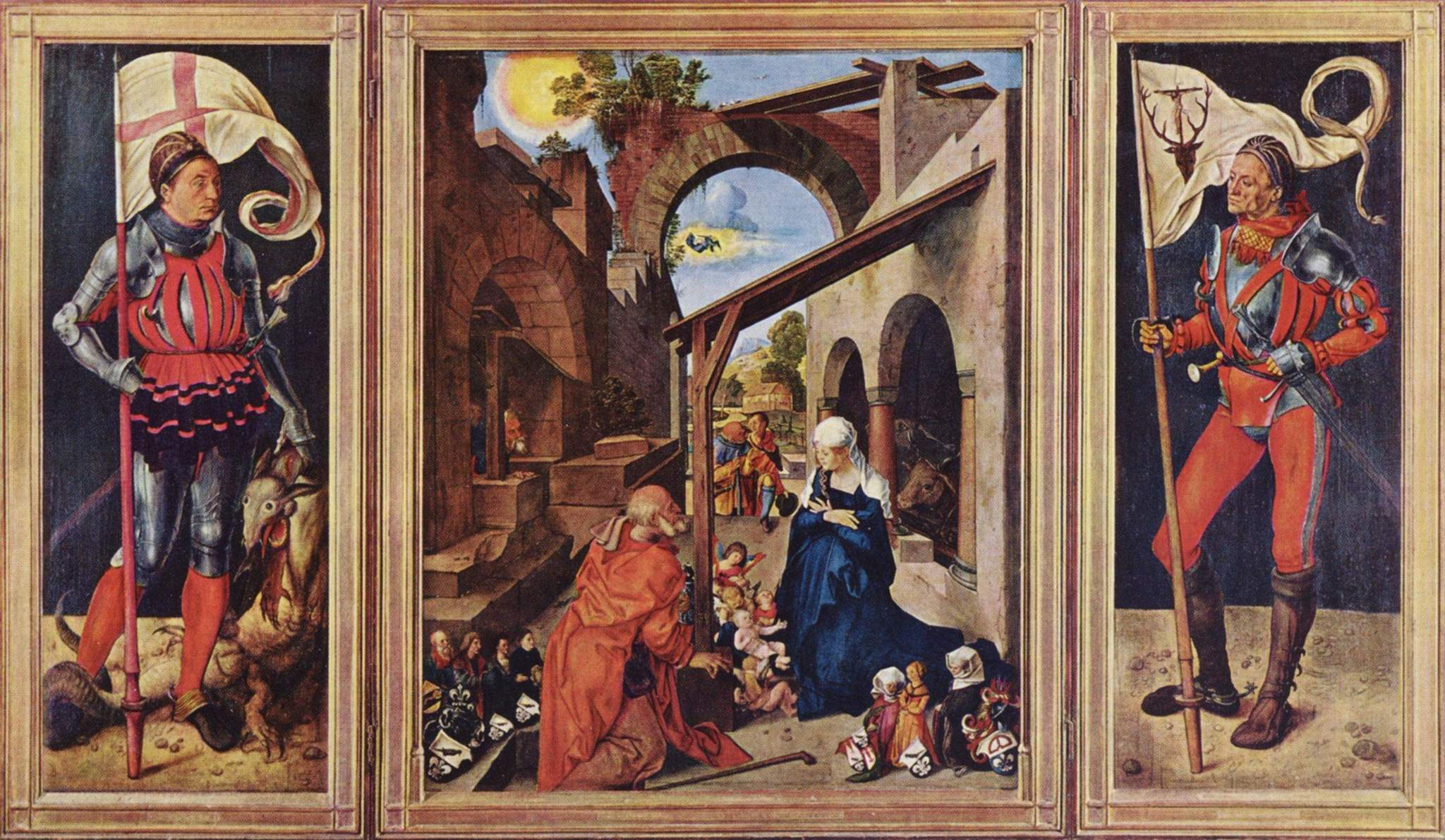
Retablo Paumgartner; San Jorge; La Natividad; San Eustaquio.

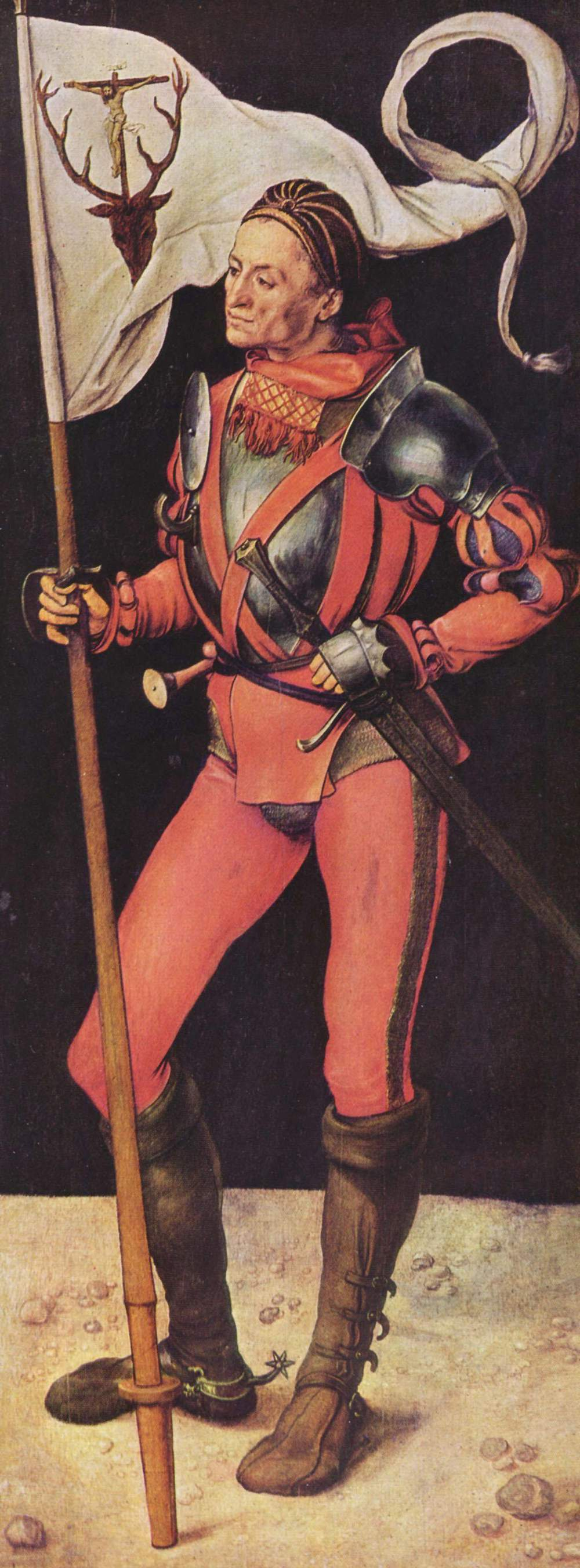
Postigo de la derecha: Lukas Paumgartner como san Eustaquio.

Este retablo fue un encargo de los hermanos Stephan y Lukas Paumgartner para su capilla en la iglesia de Santa Catalina en Núremberg. Por ello, los santos de las alas laterales serían "retratos a lo divino", donde el santo presenta los rasgos del comitente. En concreto, san Jorge (ala de la izquierda) sería Stephan Paumgartner, mientras que Lukas Paumgartner prestaría su rostro a san Eustaquio, en el ala derecha. Los hermanos vuelven a aparecer en el panel central con su familia. Siguiendo la tradición bajomedieval, aparecen abajo a mucha menor escala asistiendo a la escena sacra, arrodillados en actitud orante; junto con los escudos de sus apellidos, la madre y las hijas a la derecha y el padre y los hijos a la izquierda.
En 1614 el duque Maximiliano I, Elector de Baviera se llevó la tabla central, representando la Natividad, a su Kuntchamber de Múnich. En 1616 adaptó los paneles laterales al gusto de la época, añadiéndose a cada uno un fondo paisajístico, un caballo detrás de la figura y a esta un casco. Esos repintes fueron eliminados durante una restauración en 1903. En 1988, un vándalo arrojó ácido sulfúrico sobre la obra. Tras más de veinte años de restauración, volvió a ser expuesta desde 2010.

## Análisis
Está formado por una tabla central con el tema de la Natividad o nacimiento de Jesucristo, y dos alas laterales con sendos santos. A la izquierda, San Jorge. A la derecha, san Eustaquio.
Existen notables diferencias en cuanto al tratamiento de las tres tablas, hasta el punto de parecer tres cuadros diferentes. La escala de los postigos y de la tabla central es distinta. Los santos adoptan formas estatuarias, fruto de sabios estudios de proporciones, mientras que la escena central es más bien narrativa.
En la tabla central se representa una Natividad, esto es, el nacimiento de Cristo. Está concebida según las fórmulas góticas tradicionales. El tamaño de las figuras va de acuerdo con su importancia devocional, lo que es un rasgo típico de la pintura medieval. La gran novedad es la racionalización que Durero hace de la construcción de la decoración, de las estructuras ruinosas que enmarcan la escena principal y que están ejecutadas respetando rigurosamente las leyes de la perspectiva. Ha de destacarse la gran precisión en las líneas, propio de un gran dibujante y grabador como Durero.